# Temporada 1989-90 de los Philadelphia 76ers
La temporada 1989-90 fue la cuadragésimo primera de los Philadelphia 76ers en la NBA, y la vigésimo séptima en Filadelfia, Pensilvania, tras haber jugado hasta entonces en Syracuse bajo el nombre de Syracuse Nationals. La temporada regular acabó con 53 victorias y 29 derrotas, ocupando el segundo puesto de la conferencia Este, clasificándose para los playoffs, en los que cayeron en semifinales de conferencia ente los Chicago Bulls.

## Elecciones en elDraft
| Ronda | Puesto | Jugador      | Posición  | Nacionalidad   | Universidad |
| ----- | ------ | ------------ | --------- | -------------- | ----------- |
| 1     | 19     | Kenny Payne  | Alero     | Estados Unidos | Louisville  |
| 2     | 44     | Reggie Cross | Ala-Pívot | Estados Unidos | Hawaiʻi     |
| 2     | 54     | Toney Mack   | Escolta   | Estados Unidos | Georgia     |

## Temporada regular
| División Atlántico   | División Atlántico | División Atlántico | División Atlántico | División Atlántico | División Atlántico | División Atlántico | División Atlántico | División Atlántico |
| Equipo               | G                  | P                  | %                  | PD                 | Casa               | Fuera              | Div                |                    |
| -------------------- | ------------------ | ------------------ | ------------------ | ------------------ | ------------------ | ------------------ | ------------------ | ------------------ |
| y-Philadelphia 76ers | 53                 | 29                 | .646               | –                  | 34–7               | 19–22              | 19–7               |                    |
| x-Boston Celtics     | 52                 | 30                 | .634               | 1                  | 30–11              | 22–19              | 19–7               |                    |
| x-New York Knicks    | 45                 | 37                 | .549               | 8                  | 29–12              | 16–25              | 17–9               |                    |
| Washington Bullets   | 31                 | 51                 | .378               | 22                 | 20–21              | 11–30              | 10–16              |                    |
| Miami Heat           | 18                 | 64                 | .220               | 35                 | 11–30              | 7–34               | 4–22               |                    |
| New Jersey Nets      | 17                 | 65                 | .207               | 36                 | 13–28              | 4–37               | 9–17               |                    |

## Playoffs

### Primera ronda
Philadelphia 76ers  vs. Cleveland Cavaliers
| Fecha       | Partido                                         | Ciudad       |
| ----------- | ----------------------------------------------- | ------------ |
| 26 de abril | Philadelphia 76ers 111, Cleveland Cavaliers 106 | Philadelphia |
| 29 de abril | Philadelphia 76ers 107, Cleveland Cavaliers 101 | Philadelphia |
| 1 de mayo   | Cleveland Cavaliers 122, Philadelphia 76ers 95  | Cleveland    |
| 3 de mayo   | Cleveland Cavaliers 108, Philadelphia 76ers 96  | Cleveland    |
| 5 de mayo   | Philadelphia 76ers 113, Cleveland Cavaliers 97  | Philadelphia |
|             | Philadelphia 76ers gana las series 3-2          |              |

### Semifinales de Conferencia
Chicago Bulls  vs. Philadelphia 76ers
| Fecha      | Partido                                   | Ciudad       |
| ---------- | ----------------------------------------- | ------------ |
| 7 de mayo  | Chicago Bulls 96, Philadelphia 76ers 85   | Chicago      |
| 9 de mayo  | Chicago Bulls 101, Philadelphia 76ers 96  | Chicago      |
| 11 de mayo | Philadelphia 76ers 118, Chicago Bulls 112 | Philadelphia |
| 13 de mayo | Philadelphia 76ers 101, Chicago Bulls 111 | Philadelphia |
| 16 de mayo | Chicago Bulls 117, Philadelphia 76ers 99  | Chicago      |
|            | Chicago Bulls gana las series 4-1         |              |

## Estadísticas
| Rk | Jugador         | Edad | P  | PT | MP   | TC  | TCI  | %TC  | T3  | T3I | %T3   | TL  | TLI | %TL  | RO  | RD  | RT   | AS  | RB  | TAP | BP  | FP  | PTS  |
| -- | --------------- | ---- | -- | -- | ---- | --- | ---- | ---- | --- | --- | ----- | --- | --- | ---- | --- | --- | ---- | --- | --- | --- | --- | --- | ---- |
| 1  | Charles Barkley | 26   | 79 | 79 | 39.1 | 8.9 | 14.9 | .600 | 0.3 | 1.2 | .217  | 7.1 | 9.4 | .749 | 4.6 | 6.9 | 11.5 | 3.9 | 1.9 | 0.6 | 3.1 | 3.2 | 25.2 |
| 2  | Johnny Dawkins  | 26   | 81 | 81 | 35.4 | 5.7 | 11.7 | .489 | 0.3 | 0.8 | .333  | 2.6 | 3.0 | .861 | 0.6 | 2.5 | 3.0  | 7.4 | 1.5 | 0.1 | 2.6 | 2.0 | 14.3 |
| 3  | Hersey Hawkins  | 23   | 82 | 82 | 34.8 | 6.4 | 13.9 | .460 | 1.0 | 2.4 | .420  | 4.7 | 5.3 | .888 | 1.0 | 2.7 | 3.7  | 3.2 | 1.6 | 0.3 | 2.3 | 2.6 | 18.5 |
| 4  | Mike Gminski    | 30   | 81 | 81 | 32.8 | 5.7 | 12.4 | .457 | 0.0 | 0.2 | .176  | 2.4 | 2.9 | .821 | 2.4 | 6.1 | 8.5  | 1.6 | 0.5 | 1.3 | 1.2 | 1.7 | 13.7 |
| 5  | Rick Mahorn     | 31   | 75 | 66 | 30.3 | 4.2 | 8.4  | .497 | 0.0 | 0.1 | .222  | 2.4 | 3.4 | .715 | 2.2 | 5.3 | 7.6  | 1.3 | 0.6 | 1.4 | 1.4 | 3.3 | 10.8 |
| 6  | Ron Anderson    | 31   | 78 | 3  | 26.8 | 4.9 | 10.8 | .451 | 0.0 | 0.3 | .143  | 2.1 | 2.5 | .838 | 1.0 | 2.7 | 3.8  | 1.8 | 0.9 | 0.2 | 1.0 | 1.8 | 11.9 |
| 7  | Derek Smith     | 28   | 75 | 7  | 18.7 | 3.5 | 6.9  | .508 | 0.2 | 0.5 | .444  | 1.7 | 2.5 | .699 | 0.8 | 1.5 | 2.3  | 1.5 | 0.5 | 0.3 | 1.1 | 2.6 | 8.9  |
| 8  | Jay Vincent     | 30   | 17 | 5  | 15.2 | 2.6 | 6.2  | .429 | 0.1 | 0.1 | 1.000 | 1.9 | 2.2 | .892 | 0.8 | 1.4 | 2.1  | 0.5 | 0.6 | 0.1 | 0.8 | 1.4 | 7.3  |
| 9  | Scott Brooks    | 24   | 72 | 1  | 13.5 | 1.7 | 3.8  | .431 | 0.4 | 1.1 | .392  | 0.7 | 0.8 | .877 | 0.2 | 0.7 | 0.9  | 2.9 | 0.7 | 0.0 | 0.5 | 1.5 | 4.4  |
| 10 | Bob Thornton    | 27   | 56 | 0  | 10.6 | 0.9 | 2.0  | .429 | 0.0 | 0.1 | .333  | 0.5 | 0.9 | .510 | 0.8 | 1.6 | 2.4  | 0.3 | 0.4 | 0.2 | 0.6 | 1.9 | 2.2  |
| 11 | Corey Gaines    | 24   | 9  | 0  | 9.0  | 0.4 | 1.3  | .333 | 0.1 | 0.2 | .500  | 0.1 | 0.4 | .250 | 0.1 | 0.4 | 0.6  | 2.9 | 0.4 | 0.0 | 1.1 | 1.2 | 1.1  |
| 12 | Kurt Nimphius   | 31   | 38 | 1  | 8.3  | 1.0 | 2.4  | .418 | 0.0 | 0.0 | .000  | 0.4 | 0.8 | .467 | 0.6 | 1.0 | 1.6  | 0.2 | 0.1 | 0.5 | 0.3 | 1.2 | 2.4  |
| 13 | Kenny Payne     | 23   | 35 | 4  | 6.2  | 1.3 | 3.1  | .435 | 0.1 | 0.3 | .400  | 0.5 | 0.5 | .889 | 0.3 | 0.4 | 0.7  | 0.3 | 0.2 | 0.2 | 0.6 | 1.1 | 3.3  |
| 14 | Dexter Shouse   | 26   | 3  | 0  | 6.0  | 0.0 | 1.3  | .000 | 0.0 | 0.3 | .000  | 0.0 | 0.0 |      | 0.0 | 0.0 | 0.0  | 0.7 | 0.3 | 0.3 | 0.7 | 0.7 | 0.0  |
| 15 | Lewis Lloyd     | 30   | 2  | 0  | 5.0  | 0.5 | 1.0  | .500 | 0.0 | 0.0 |       | 0.0 | 0.0 |      | 0.0 | 0.0 | 0.0  | 0.0 | 0.0 | 0.0 | 2.0 | 1.5 | 1.0  |
| 16 | Lanard Copeland | 24   | 23 | 0  | 4.8  | 1.3 | 3.0  | .456 | 0.0 | 0.2 | .200  | 0.5 | 0.6 | .786 | 0.2 | 0.3 | 0.4  | 0.4 | 0.0 | 0.0 | 0.8 | 0.5 | 3.2  |

## Galardones y récords
| Jugador         | Galardón                               |
| Charles Barkley | Mejor quinteto de la NBA All-Star      |
| Rick Mahorn     | 2.º Mejor quinteto defensivo de la NBA |